# Today (Galaxie 500)
Today  è un album del gruppo Galaxie 500 del 1988.

## Tracce
1. Flowers
2. Pictures
3. Parking Lot
4. Don't Let Our Youth Go To Waste (Jonathan Richman)
5. Temperature's Rising
6. Oblivious
7. It's Getting Late
8. Instrumental
9. Tugboat